# Бортпровідниця (серіал)
«Бортпровідниця» (англ. The Flight Attendant) — американський телевізійний мінісеріал HBO Max, прем'єра якого відбулася 26 листопада 2020 року. Головну роль стюардеси в серіалі грає акторка Кейлі Куоко, що здобула популярність завдяки ролі Пенні в «Теорії Великого вибуху»; вона ж виступає творцем і одним з виконавчих продюсерів серіалу, який випускає її компанія Yes, Norman Productions.
Серіал заснований на однойменному романі Кріса Бохджаляна. Головна героїня, бортпровідниця Кессі прокидається після розгульної ночі у Бангкоку і бачить у ліжку поруч із собою труп випадкового знайомого. Тепер вона повинна з'ясувати, що сталося, побоюючись при цьому звертатися в поліцію. Справа виявляється не такою простою, як здається на перший погляд, і в Нью-Йорку за неї беруться агенти ФБР.

## У ролях
- Кейлі Куоко — Кессі (Кассандра) Боуден, бортпровідниця міжнародних рейсів;
- Мішель Гомес — Міранда Крофт, загадкова переслідувачка;
- Теодор Реймонд Найт — Дейві Боуден, брат Кессі;
- Нолан Джерард Фанк — Вен Вайт, спецагент ФБР;
- Міхіль Хаусман — Алекс Соколов, загиблий пасажир;
- Заша Мемет — Ені Мурадян, адвокатка, найкраща подруга Кессі;
- Колін Вуделл — Баклі Вер, пілот, колишній коханець Кессі;
- Мерл Дендрідж — Кім Гаммонд, спецагентка ФБР;
- Гріффін Метьюз — Шейн Еванс, стюард, колега Кессі;
- Рози Перес — Меган Бріско, стюардеса, колега і подруга Кессі;
- Бібі Нойвірт — Діана Карлайл;
- Яша Джексон — Джада Гарріс, стюардеса.

## Епізоди
| Сезон | Кількість епізодів | Прем'єрний показ  | Прем'єрний показ |
| Сезон | Кількість епізодів | Початок           | Завершення       |
| ----- | ------------------ | ----------------- | ---------------- |
| 1     | 8                  | 26 листопада 2020 | 17 грудня 2020   |
| 2     | 8                  | 21 квітня 2022    | 26 травня 2022   |

## Виробництво і реліз
Проєкт був анонсований 17 жовтня 2017 року. Знімання почалося в грудні 2019 року в Нью-Йорку; 12 березня 2020 року роботу призупинилася через пандемію. Прем'єра відбулася 26 листопада 2020 року.